# 1925 في سويسرا
فيما يلي قوائم الأحداث التي وقعت خلال عام 1925 في سويسرا.

## سياسة

### تعيين في المنصب
- 7 ديسمبر – جوسيف إيشر عضو المجلس الوطني السويسري ‏.

## رياضة
- 23 مارس – كأس سويسرا 1925–26 الفائز نادي غراسهوبر زيوريخ.

## مواليد

### مارس
- 21 مارس – هوغو كوبلت درّاج طريق سويسري.

### أبريل
- 4 أبريل – سيزار كيسر

### مايو
- 29 مايو – فرد هايمان رائد أعمال أمريكي.

### يونيو
- 30 يونيو – فيليب جاكوتيه شاعر سويسري.

### يوليو
- 11 يوليو – جورج شنايدر متزحلق جبال الألب سويسري.

### أغسطس
- 5 أغسطس – ألبرت إيشنموسر كيميائي سويسري.
- 26 أغسطس – إرنست ميخائيل رياضياتي أمريكي.

### سبتمبر
- 13 سبتمبر – جان مور مصور سويسري.

### أكتوبر
- 5 أكتوبر – بول وايلد عالم فلك سويسري.
- 6 أكتوبر – رودلف كيلر لاعب هوكي جليد سويسري.

### ديسمبر
- 21 ديسمبر – هاينز بيغلر لاعب كرة قدم سويسري.

## وفيات

### فبراير
- 17 فبراير – إيزابيل كايزر (مواليد 1866) كاتبة سويسرية.

### مارس
- 20 مارس – فاني موسير (مواليد 1848)

### أبريل
- 30 أبريل – أوجين ريتشارد (مواليد 1843) سياسي سويسري.

### يوليو
- 11 يوليو – رودلف مارتن (مواليد 1864) عالم بعلوم الإنسان سويسري.
- 30 يوليو – ليوبولد دي سوسير (مواليد 1866)

### ديسمبر
- 29 ديسمبر – فيليكس فالوتون (مواليد 1865)